# 조영복 초상
조영복 초상(趙榮福 肖像)은 대한민국 경기도 용인시 기흥구, 경기도박물관에 있는 조선시대의 초상화이다. 1999년 12월 15일 대한민국의 보물 제1298호로 지정되었다.

## 개요
조선 숙종 때의 문신인 조영복(1672∼1728)의 초상화 2점으로 하나는 흰색의 도포를 입고 있는 모습이고, 다른 하나는 공복을 입고 있는 모습이다. 조영복은 조선 숙종 31년(1705)에 과거에 합격하여 여러 벼슬을 지냈다. 
도포를 입은 모습의 초상화는 동생인 조영석(1686∼1761)이 그린 것으로 세로 125㎝, 가로 76㎝ 크기이며, 앉아 있는 전신상이다. 오른쪽을 바라보고 있는 모습인데, 조선 초상화에서는 드물게 양손이 나와 있는 것이 특징이다. 이 영정은 유학자의 기품이 잘 드러난 사대부의 모습을 생생하고 실감나게 담아낸 매우 가치있는 그림이다. 
다른 하나의 초상화는 공복을 입은 모습으로 의자에 앉아 오른쪽을 향하고 있다. 세로 154㎝, 가로 79㎝의 크기의 이 그림은 당대 유명한 화가인 진재해가 그린 것인데, 세밀하고 정교한 묘사가 돋보이며 17세기 말에서 18세기 초 공신상의 모습을 잘 반영하고 있다. 
도포를 입은 모습의 초상화는 경종 4년(1724)에 그리고, 그 이듬해인 영조 1년(1725)에 공복을 입은 모습의 초상화를 그렸다. 같은 시기에 동일한 인물을 그린 두 영정은 그림의 성격과 특성을 비교해볼 수 있는 좋은 자료이다.

## 같이 보기
- 조영복

## 참고 자료
- 조영복 초상 - 국가유산청 국가유산포털